# Russell Wahnsinn
Russell Wahnsinn (Originaltitel: Russell Madness) ist eine US-amerikanische Filmkomödie aus dem Jahr 2015.

## Handlung
Der herrenlose Terrier Russell wünscht sich nichts sehnlicher als eine eigene Familie. Er flüchtet aus dem Tierladen und wird anschließend von den Ferraros aufgenommen, die unbedingt die Wresting-Arena ihres Großvaters wiederbeleben wollen. Die Familie erkennt Russells Potential im Ring und mithilfe von Totenkopfäffchen Hunk als Trainer wird Russell zum Profi-Wrestler ausgebildet. Russells Erfolg wird zu einem Segen für die Familie und die Wrestling Arena wird ein voller Erfolg. Als ein unehrlicher Promoter die Ferraros jedoch hintergeht, steht Russell vor seiner größten Herausforderung und stellt fest, dass seine Familie das stärkste Tag-Team ist.

## Rezeption
Auf der US-amerikanischen Website Rotten Tomatoes erhielt der Film 2.6 von 5 möglichen Sternen bei der Zuschauerbewertung.